# C418
C418, właśc. Daniel Rosenfeld (ur. 1989 w Karl-Marx-Stadt) – niemiecki muzyk, znany przede wszystkim jako twórca muzyki do Minecrafta. Stworzył on również ścieżkę dźwiękową do Cookie Clickera, która wydana została na Steamie.

## Życiorys
Rosenfeld urodził się 9 maja 1989 roku w Karl-Marx-Stadt (obecnie Chemnitz) w ówczesnym NRD. Jego rodzice przeprowadzili się do tego miasta z Moskwy. W wieku 11 lat Daniel Rosenfeld po raz pierwszy zetknął się z muzyką, dzięki programowi Ableton Live, który został mu zaprezentowany przez jego brata. Przez kolejne lata zajmował się tworzeniem muzyki z pasji. Notcha – twórcę gry Minecraft – poznał na kanale IRC TIGSource, do którego dołączył początkowo z chęci udoskonalenia swojego języka angielskiego.

## Albumy

### Minecraft – Volume Alpha
11 sierpnia 2011 roku miała miejsce premiera oficjalnej ścieżki dźwiękowej do gry Minecraft – Volume Alpha przez wytwórnię Ghostly International w postaci płyt CD i winylów.
Początkowo album miał zawierać nowe utwory, jednak Rosenfeld zmienił zdanie po zapytaniu o radę swojego przyjaciela, który poradził mu aby nie zmieniał materiału źródłowego. Zamiast tego zdecydował się rozbudować niektóre z piosenek i przedstawić je jako osobne utwory.
Krytycy porównywali styl albumu do Erika Satie, Roedelius, Briana Eno. Aphex Twin stwierdził, iż Daniel ukradł jego styl. Wydanie tego albumu było dla C418 momentem rozpoczęcia jego kariery jako niezależnego kompozytora.
Utwory z albumu oddają wolność i dynamizm samej gry, ponieważ zmieniają się w zależności od działań podejmowanych przez gracza. Utwory są w stylu ambient.
W 2022 roku album był nominowany w kategorii „Top Dance/Electronic Album” w Billboard Music Award.
| Lista utworów Volume Alpha | Lista utworów Volume Alpha | Lista utworów Volume Alpha |
| Nr                         | Tytuł utworu               | Długość                    |
| -------------------------- | -------------------------- | -------------------------- |
| 1.                         | „Key”                      | 1:05                       |
| 2.                         | „Door”                     | 1:51                       |
| 3.                         | „Subwoofer Lullaby”        | 3:28                       |
| 4.                         | „Death”                    | 0:41                       |
| 5.                         | „Living Mice”              | 2:57                       |
| 6.                         | „Moog City”                | 2:40                       |
| 7.                         | „Haggstorm”                | 3:24                       |
| 8.                         | „Minecraft”                | 4:14                       |
| 9.                         | „Oxygène”                  | 1:05                       |
| 10.                        | „Équinoxe”                 | 1:54                       |
| 11.                        | „Mice on Venus”            | 4:41                       |
| 12.                        | „Dry Hands”                | 1:08                       |
| 13.                        | „Wet Hands”                | 1:30                       |
| 14.                        | „Clark”                    | 3:11                       |
| 15.                        | „Chris”                    | 1:27                       |
| 16.                        | „Thirteen”                 | 2:56                       |
| 17.                        | „Excuse”                   | 2:04                       |
| 18.                        | „Sweden”                   | 3:35                       |
| 19.                        | „Cat”                      | 3:06                       |
| 20.                        | „Dog”                      | 2:25                       |
| 21.                        | „Danny”                    | 4:14                       |
| 22.                        | „Beginning”                | 1:42                       |
| 23.                        | „Droopy likes ricochet”    | 1:36                       |
| 24.                        | „Droopy likes your face”   | 1:56                       |
|                            |                            | 58:50                      |

### Minecraft – Volume Beta
Druga część oficjalnej ścieżki dźwiękowej do gry Minecraft wydana pod koniec 2013 roku. Największa różnica między volume beta, a częścią pierwszą jest taka, że utwory pojawiające się w tym utworze bywają zarówno bardziej pozytywne, jak i bardziej mroczne. Dodatkowo pojawiają się tam elementy perkusji, a niektóre z piosenek są wyjątkowo długie w porównaniu do Volume Alpha.
Rosenfeld wydał ten album przed koncertem w Meksyku. Stwierdził on, że czuje, że gdy Volume Alpha był bardziej zadedykowany Europie, tak Volume Beta jest bardziej skierowany dla Ameryki i Azji.
| Lista utworów Volume Beta | Lista utworów Volume Beta | Lista utworów Volume Beta |
| Nr                        | Tytuł utworu              | Długość                   |
| ------------------------- | ------------------------- | ------------------------- |
| 1.                        | „Ki”                      | 1:32                      |
| 2.                        | „Alpha”                   | 10:03                     |
| 3.                        | „Dead Voxel”              | 4:56                      |
| 4.                        | „Blind Spots”             | 5:32                      |
| 5.                        | „Flake”                   | 2:50                      |
| 6.                        | „Moog City 2”             | 3:00                      |
| 7.                        | „Concrete Halls”          | 4:14                      |
| 8.                        | „Biome Fest”              | 6:18                      |
| 9.                        | „Mutation”                | 3:05                      |
| 10.                       | „Haunt Muskie”            | 6:01                      |
| 11.                       | „Warmth”                  | 3:59                      |
| 12.                       | „Floating Trees”          | 4:04                      |
| 13.                       | „Aria Math”               | 5:10                      |
| 14.                       | „Kyoto”                   | 4:09                      |
| 15.                       | „Ballad of the Cats”      | 4:35                      |
| 16.                       | „Taswell”                 | 8:35                      |
| 17.                       | „Beginning 2”             | 2:56                      |
| 18.                       | „Dreiton”                 | 8:17                      |
| 19.                       | „The End”                 | 15:04                     |
| 20.                       | „Chirp”                   | 3:06                      |
| 21.                       | „Wait”                    | 3:54                      |
| 22.                       | „Mellohi”                 | 1:38                      |
| 23.                       | „Stall”                   | 2:32                      |
| 24.                       | „Strad”                   | 3:08                      |
| 25.                       | „Eleven”                  | 1:11                      |
| 26.                       | „Ward”                    | 4:10                      |
| 27.                       | „Mall”                    | 3:18                      |
| 28.                       | „Blocks”                  | 5:43                      |
| 29.                       | „Far”                     | 3:12                      |
| 30.                       | „Intro”                   | 4:36                      |
|                           |                           | 2:20:48                   |